# جبیر سعید قرنی
جبیر سعید قرنی (عربی: عيسى جبير سعيد قرني؛ زادهٔ ۲۹ مارس ۱۹۷۷) ورزشکار دو و میدانی اهل الجزایر است.